# Ken Levine (créateur de jeu vidéo)
Pour les articles homonymes, voir Ken Levine et Levine.
Ken Levine, né le 1er septembre 1966 à Flushing dans l'arrondissement du Queens à New York, est le directeur de la création et cofondateur du studio de jeu vidéo Irrational Games. Il a dirigé le développement du titre vendu à plusieurs millions d'exemplaires, et de nombreuses fois récompensé, BioShock. Il est également connu pour son travail sur les jeux Dark Project : La Guilde des voleurs ainsi que System Shock 2.
Il a été nommé comme étant l'un des « Conteurs de la décennie » par la revue Game Informer, et la personne de l'année 2007 par le site 1UP.com.
Il dirige aujourd’hui Ghost Story Games.

## Carrière

### Études et débuts
Levine étudie l'art dramatique à l'université Vassar College de Poughkeepsie à New York avant de partir à Los Angeles afin de poursuivre une carrière cinématographique. En 1995, il est embauché comme concepteur de jeux chez Looking Glass Studios après avoir répondu à une annonce d'emploi dans la revue Next Generation Magazine. Durant cette période chez Looking Glass, Levine travaille en collaboration avec le designer Doug Church afin d'établir les bases de la conception du titre Dark Project : La Guilde des voleurs

### Période Irrational Games
En 1997 à la suite de son travail sur Dark Project, Levine quitte Looking Glass Studios accompagné de deux collègues, Jonathan Chey et Robert Fermier, pour fonder le studio Irrational Games. Le premier jeu du studio à sortir est System Shock 2, la suite directe du jeu de rôle de science fiction précédemment sorti chez Looking Glass en 1993, System Shock. Levine participe au développement du titre en tant que créateur et scénariste principal. Le titre sort en 1999 acclamé par la critique.
Le projet suivant est Freedom Force, un jeu vidéo de rôle tactique en temps réel qui puise beaucoup dans l'Âge d'argent des comics dont Levine et son collègue Robb Waters affectionnent tous deux la période . Irrational développe ensuite Tribes: Vengeance et SWAT 4, sur lesquels Levine est respectivement scénariste, puis producteur exécutif.
Bien que Tribes: Vengeance, SWAT 4, et Third Reich sortent tour à tour sur une période d'un an entre 2004 et 2005, Irrational travaille parallèlement sur la préproduction de BioShock, qui est alors le titre le plus ambitieux du studio à ce moment-là depuis 2002. Le jeu passe par de nombreux changements, notamment dans son principe et son gameplay, avant de sortir en août 2007. Peu de temps après, Levine, Chey et Fermier vendent Irrational Games à l'éditeur Take-Two Interactive. BioShock est alors un succès critique et commercial immédiat, et reste aujourd'hui l'un des jeux les mieux noté par la critique. Plus de 9 millions de jeux de la franchise BioShock ont été vendus à la date du 17 septembre 2011.
En 2008, Levine prononce le discours d'ouverture du Penny Arcade Expo à Seattle, il parle notamment de sa jeunesse de nerd dans les années 1970, et de l'impact qu'elle a eu sur la trajectoire de sa carrière. Après la sortie de BioShock, Levine a travaillé comme directeur créatif sur BioShock Infinite, titre se déroulant en 1912 dans la ville fictive flottante de Columbia, sorti au printemps 2013.
En 2013, il est annoncé que Ken Levine travaille sur le scénario d'un remake du film L'Âge de cristal.

## Période Ghost Story Games
Dans les années 2010 puis 2020, Levine se penche sur un nouveau projet de jeu vidéo, dont le développement est particulièrement troublé et connaît maints retards et redémarrages de zéro. Une enquête du journaliste Jason Schreier réunissant les témoignages d'une quinzaine d'employés révèle notamment que Levine est un directeur susceptible, et qu'il lui est difficile de travailler en bonne entente avec le reste de ses équipes. Une blague récurrente parmi les développeurs évoque la nécessité de pratiquer sur lui des « Kenceptions » (en référence au film de science-fiction Inception), c'est-à-dire, plutôt que de chercher à le convaincre, de lui suggérer des idées tout en l'encourageant à croire qu'il en est à l'origine.

## Ludographie
- Dark Project : La Guilde des voleurs (1998)
- Wall Street Tycoon (1999)
- System Shock 2 (1999)
- Dark Vengeance (1999)
- Freedom Force (2002)
- Tribes: Vengeance (2004)
- SWAT 4 (2005)
- Freedom Force vs. The 3rd Reich (2005)
- SWAT 4: The Stetchkov Syndicate (2006)
- BioShock (2007)
- BioShock Infinite (2013)
- Judas (TBA)